# Kunisaki-gun

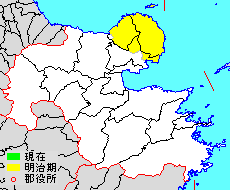
Meiji-zeitliche Ausdehnung von Kunisaki (gelb) in Ōita (weiß) mit Gemeindegrenzen des 21. Jahrhunderts schwarz

Kunisaki (japanisch 国東郡 Kunisaki no kōri, moderne Lesung Kunisaki-gun, historische Schreibungen bis zur Frühen Neuzeit 國前/國埼/國崎/國崎/國東) war ein Kreis (kōri/-gun) der antiken Ritsuryō-Provinz (kuni) Bungo. Er umfasste vor allem die gleichnamige Halbinsel (-hantō) Kunisaki der Insel Kyūshū und die vorgelagerte Himeshima („Prinzessineninsel“). In der Moderne wurde er 1871 vollständig Teil der Präfektur (-ken) Ōita, aber bei der modernen Reaktivierung der Kreise als Verwaltungseinheit 1878 in West- (Nishi-) und Ost-Kunisaki (Higashi-Kunisaki) geteilt. Ersterer erlosch im frühen 3. Jahrtausend, letzterer besteht (Stand: 2025) noch mit einer verbleibenden Gemeinde, dem Dorf Himeshima. Sein Gebiet umfasste daneben vollständig die heutige kreisfreie Stadt (-shi) Kunisaki sowie Teile der Städte Bungo-Takada und Kitsuki.